# 리스트 부르겐란트

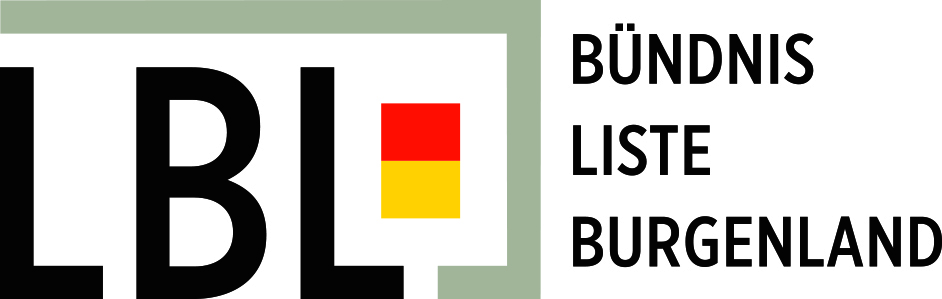

리스트 부르겐란트(독일어: Liste Burgenland)는 부르겐란트 연방에서 운영되는 오스트리아의 정당이다.